# Yuan Jiang

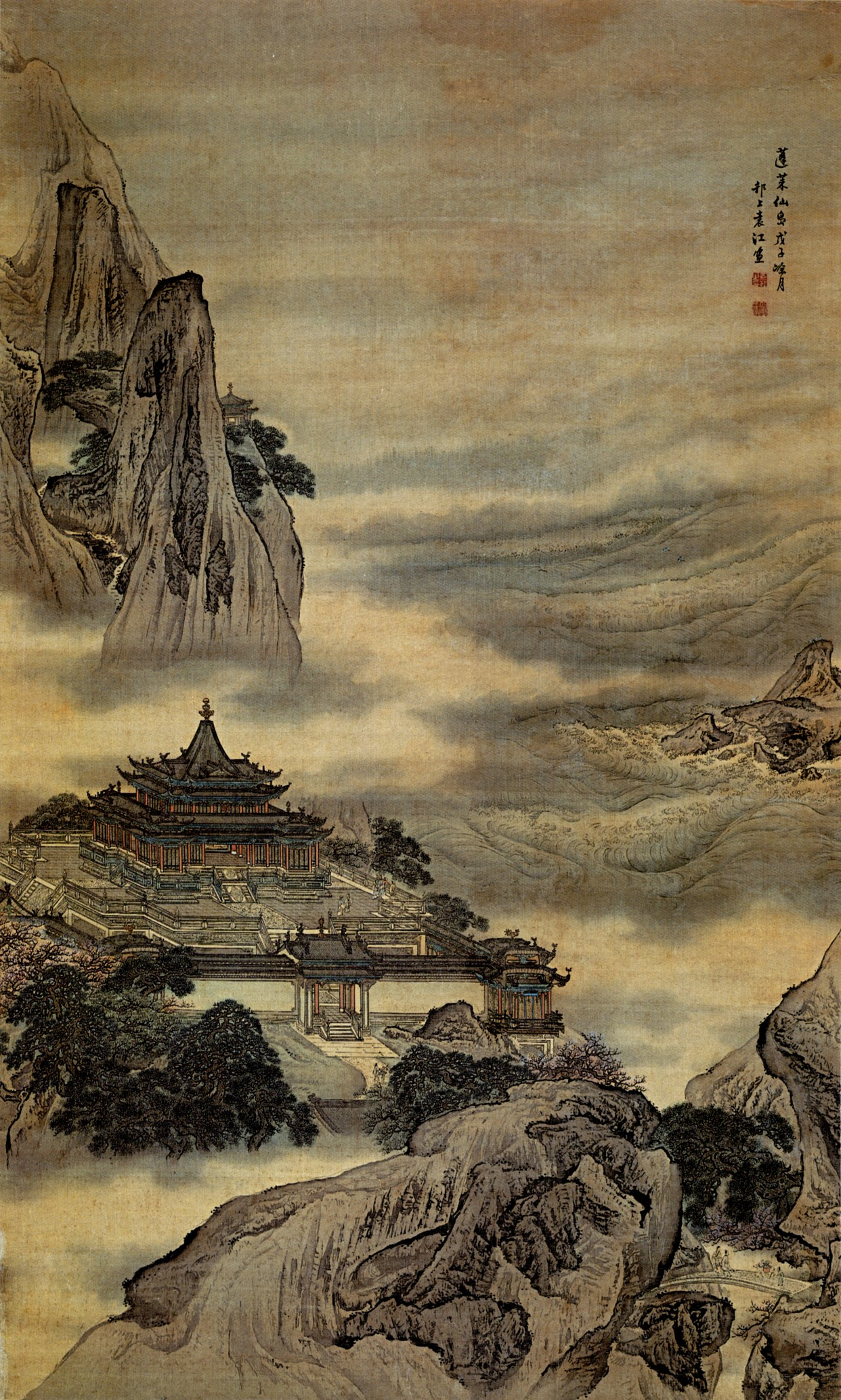
“Illa Penglai”

Avís: Yuan Jiang o Yuanjiang pot fer referència a un riu.
Yuan Jiang (en xinès: 袁江; en pinyin: Yuán Jiāng), conegut també com a Wen Tao, fou un pintor xinès que va viure sota la dinastia Qing. No es coneixen les dates exactes del seu naixement ni de la seva mort. Com a pintor fou actiu entre 180-1740. Era originari de Yangzhou, província de Jiangsu. De família d'artistes, va ser pintor de la cort.
Va ser un artista paisatgista, amb colors blaus i verdosos, i pintor d'edificis (relacionat amb la denominada, en història de l'art, “pintura arquitectural”). Altres temes van ser flors i ocells. Es va inspirar, pintant paisatges, en les obres del període Song del Sud, encara que ho feia en una escala més gran i de manera més complexa. Entre les seves obres destaca, entre d'altres, “Amarrant de nit al salze de la riba”.